# Revés de Belém
Revés de Belém é um distrito do município brasileiro de Bom Jesus do Galho, no interior do estado de Minas Gerais. Segundo o censo demográfico de 2022, realizado pelo Instituto Brasileiro de Geografia e Estatística (IBGE), sua população era de 3 291 habitantes e havia 1 194 domicílios particulares permanentes ocupados. Possui área de 205,46 km² conforme a Fundação João Pinheiro (FJP). Foi criado pela lei complementar nº 7 de 28 de novembro de 1995 com terras desmembradas do distrito de Passa Dez.
De acordo com o IBGE, em 2010 a população era de 2 841 habitantes e havia 1 053 domicílios particulares.
Tem como principal acesso a LMG-759, que conecta o distrito à BR-458, da qual se distancia 15 km. É banhado pelo ribeirão do Boi, que é uma das principais fontes do abastecimento de água da localidade. Contudo, o leito está sujeito a secas em longos períodos de estiagem.

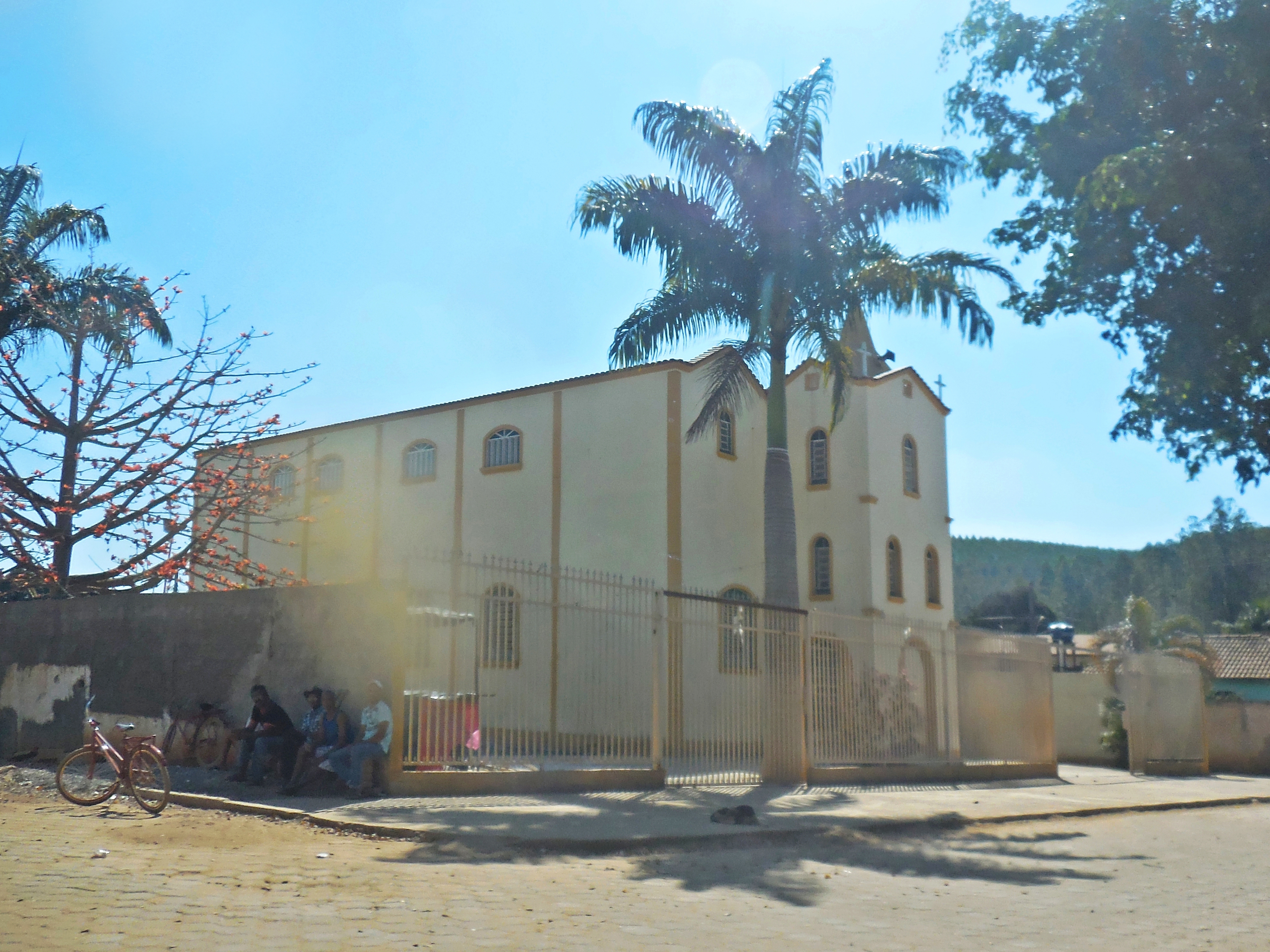
Igreja São João Batista
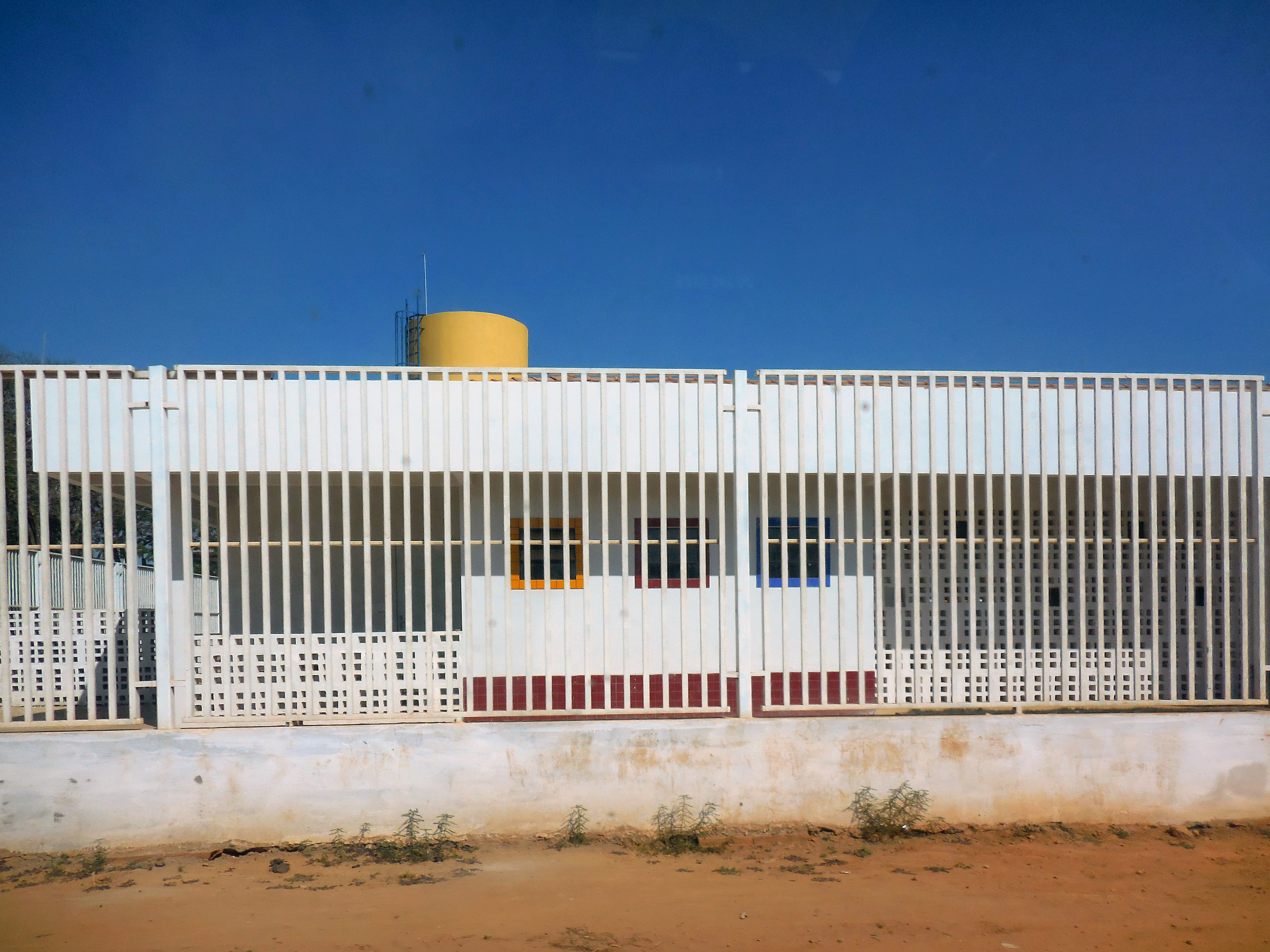
Escola Municipal Pingo de Gente
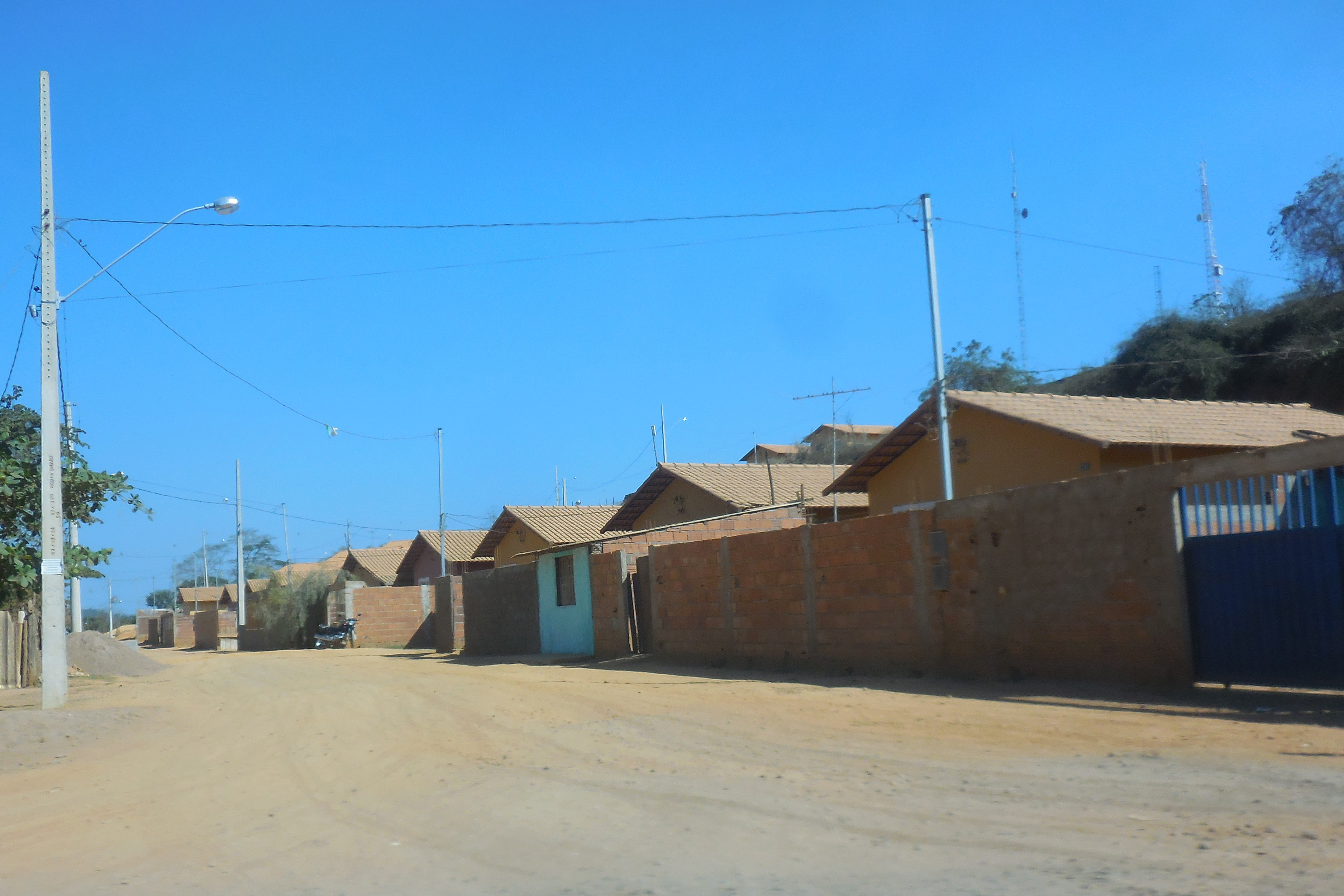
Casas populares em Revés de Belém